# حسین زینل
حسین زینل، روستایی از توابع بخش مرکزی شهرستان هامون در سیستان و بلوچستان است.

## جمعیت
این روستا در دهستان محمدآباد قرار دارد و براساس سرشماری مرکز آمار ایران در سال ۱۳۹۵، کمتر از سه خانوار سکنه دارد.